# Karen Pittman
Karen Pittman (12 maggio 1986) è un'attrice statunitense, candidata al Premio Emmy per la migliore attrice non protagonista in una serie drammatica per The Morning Show.

## Biografia
Karen Pittman è nata il 12 maggio 1986 nel Mississippi, ma è cresciuta a Nashville, nel Tennessee. Ha conseguito un Bachelor of Arts in Canto e Opera presso la Northwestern University di Evanston. Successivamente ha ottenuto un master in Belle Arti all'Università di New York. Ha iniziato la sua carriera nel settore della musica, per poi invece dedicarsi alla recitazione. Ha debuttato in televisione nel 2009, recitando in alcune serie televisive come 30 Rock, Law & Order - I due volti della giustizia e Medium. Nel 2010 ha recitato in un piccolo ruolo nel film Last Night di Massy Tadjedin. Nel 2012 ha interpretato il personaggio di Jory nell'opera teatrale Disgraced, in scena al Lincoln Center di New York. Nello stesso anno ha preso parte al film The Bourne Legacy di Tony Gilroy. Dal 2014 al 2016 ha recitato nella serie The Americans, mentre 2016 al 2018 ha impersonato Priscilla Ridley in Luke Cage. Dal 2019 recita nel ruolo di Mia Jordan in The Morning Show. Grazie a questo ruolo è stata candidata al Premio Emmy per la migliore attrice non protagonista in una serie drammatica, a un Critics' Choice Award e a due Screen Actors Guild Awards. Nel 2021 ha iniziato ad interpretare Nya Wallace in And Just Like That.... L'anno seguente ha impersonato il suo primo ruolo da protagonista nel film Unthinkably Good Things.

## Filmografia

### Cinema
- Last Night, regia di Massy Tadjedin (2010)
- The Bourne Legacy, regia di Tony Gilroy (2012)
- Tutto può cambiare (Begin Again), regia di John Carney (2013)
- Professore per amore (The Rewrite), regia di Marc Lawrence (2014)
- Custody - Bambini contesi (Custody), regia di James Lapine (2016)
- Detroit, regia di Kathryn Bigelow (2017)
- Benji the Dove, regia di Kevin Arbouet (2018)
- What We Do Next, regia di Stephen Belber (2022)
- Unthinkably Good Things, regia di Terri J. Vaughn (2022)

### Televisione
- Great Performances - serie TV, episodio 38x07 (2009)
- 30 Rock - serie TV, episodio 3x11 (2009)
- Law & Order - I due volti della giustizia (Law & Order) - serie TV, episodio 19x15 (2009)
- Kings - serie TV, episodio 1x03 (2009)
- Medium - serie TV, episodio 5x16 (2009)
- White Collar - serie TV, episodio 2x02 (2010)
- Law & Order - Unità vittime speciali (Law & Order: Special Victims Unit) - serie TV, episodio 12x01 (2010)
- Una vita da vivere (One Life to Live) - serie TV, 4 episodi (2011)
- The Good Wife - serie TV, episodio 5x03 (2013)
- House of Cards - Gli intrighi del potere (House of Cards) - serie TV, episodio 2x06 (2014)
- The Americans - serie TV, 7 episodi (2014-2016)
- The Blacklist - serie TV, 2 episodi (2014-2019)
- Horace and Pete - webserie, 2 episodi (2016)
- Person of Interest - serie TV, episodio 5x11 (2016)
- Blindspot - serie TV, episodio 2x04 (2016)
- Madam Secretary - serie TV, episodio 3x10 (2016)
- Elementary - serie TV, episodio 5x22 (2016)
- Love You More, regia di Bobcat Goldthwait - film TV (2017)
- Luke Cage - serie TV, 12 episodi (2016-2018)
- Girlfriends' Guide to Divorce - serie TV, episodio 5x03 (2018)
- NOS4A2 - serie TV, 2 episodi (2019)
- Living with Yourself - serie TV, 6 episodi (2019)
- Evil - serie TV, episodi 1x05-1x09 (2019)
- The Morning Show - serie TV, 29 episodi (2019-in corso)
- Homeland - Caccia alla spia (Homeland) - serie TV, 3 episodi (2020)
- Yellowstone - serie TV, 4 episodi (2020)
- And Just Like That... - serie TV, 17 episodi (2021-2023)

### Cortometraggi
- Was It Rape Than?, regia di Kari Lee Cartwright (2017)
- Toy Phone, regia di Gabe Braden (2023)

## Riconoscimenti
- Premio Emmy
  - 2024 - Candidatura alla migliore attrice non protagonista in una serie drammatica per The Morning Show
- Critics' Choice Awards
  - 2024 - Candidatura alla migliore attrice non protagonista in una serie drammatica per The Morning Show
- Screen Actors Guild Award
  - 2022 - Candidatura al miglior cast in una serie drammatica perThe Morning Show
  - 2024 - Candidatura al miglior in una serie drammatica per The Morning Show

## Doppiatrici italiane
Nelle versioni in italiano delle opere in cui ha recitato, Karen Pittman è stata doppiata da:
- Perla Liberatori in House of Cards - Gli intrighi del potere, The Morning Show
- Claudia Razzi in Luke Cage
- Francesca Fiorentini in Detroit
- Emilia Costa in NOS4A2
- Barbara Castracane in Yellowstone
- Laura Romano in And Just Like That...